# Nigériában történt légi közlekedési balesetek listája
A Nigériában történt légi közlekedési balesetek listája mind a halálos áldozattal járó, mind pedig a kisebb balesetek, meghibásodások miatt történt, gyakran csak az adott légiforgalmi járművet érintő baleseteket is tartalmazza évenkénti bontásban.

## Nigériában történt légi közlekedési balesetek

### 1996
- 1996. november 7., Ejirin közelében. Az ADC Airlines 86-os számú járata, egy Boeing 727–231-es típusú utasszállító repülőgép hibás riasztás miatt, valamint pilótahiba okán lezuhant. A gépen 134 utas és 10 fős személyzet tartózkodott, akik a tragédiában mindannyian életüket vesztették.[1]